# Arthur Laffer
Arthur Betz Laffer (n. 14 august 1940, Youngstown⁠(d), Ohio, SUA) este un economist american, cunoscut pentru formularea conceptului de „curba Laffer”, care descrie relația dintre rata impozitării veniturilor și încasările corespunzătoare bugetului de stat.
A studiat economia la Universitatea Yale și obține doctoratul în acest domeniu după încheierea studiilor la Universitatea Stanford.
În perioada administrației Reagan, deține funcția de membru al Economic Policy Advisory Board.
De asemenea, a fost consilier economic în cadrul campaniei electorale a lui Donald Trump (2016).